# Rubus clausentinus
Rubus clausentinus är en rosväxtart som beskrevs av David Elliston Allen. Rubus clausentinus ingår i släktet rubusar, och familjen rosväxter. Inga underarter finns listade i Catalogue of Life.